# Liste der Naturdenkmale in Moritzburg (Sachsen)
Die Liste der Naturdenkmale in Moritzburg (Sachsen) nennt die Naturdenkmale in Moritzburg im sächsischen Landkreis Meißen.

## Definition
„Naturdenkmäler sind rechtsverbindlich festgesetzte Einzelschöpfungen der Natur oder entsprechende Flächen bis zu fünf Hektar, deren besonderer Schutz erforderlich ist
1. aus wissenschaftlichen, naturgeschichtlichen oder landeskundlichen Gründen oder
2. wegen ihrer Seltenheit, Eigenart oder Schönheit.“

„§ 18 – Naturdenkmäler – (zu § 28 BNatSchG)
(1) Die Erklärung nach § 22 Abs. 1 BNatSchG von Teilen von Natur und Landschaft als Naturdenkmal erfolgt durch Rechtsverordnung oder Einzelanordnung.
(2) Über § 28 Abs. 1 BNatSchG hinaus können Naturdenkmäler zur Sicherung von Lebensgemeinschaften oder Lebensstätten von im Bestand gefährdeten oder streng geschützten Arten festgesetzt werden.“

## Liste
Diese Auflistung unterscheidet zwischen Flächennaturdenkmalen (FND) mit einer Fläche bis zu 5 ha (bei Verordnung nach DDR-Recht auch mehr) und Einzel-Naturdenkmalen (ND).
Link zu einem Kartenansichtstool, um Koordinaten zu setzen.
| Bild            | Bezeichnung                                                         | Lage                                          | Beschreibung       | Datum | Nummer  |
| --------------- | ------------------------------------------------------------------- | --------------------------------------------- | ------------------ | ----- | ------- |
| BW              | Acht Stieleichen am Gabelweg östlich Moritzburg                     | Moritzburg (51° 8′ 37″ N, 13° 41′ 19″ O)      |                    |       | MEI 047 |
| BW              | Zehn Stieleichen am Kanal bei Moritzburg                            | Moritzburg (51° 9′ 44,2″ N, 13° 41′ 23,6″ O)  |                    |       | MEI 070 |
| BW              | Vier Stieleichen in der Kleingartensiedlung am Kanal bei Moritzburg | Moritzburg (51° 9′ 49,1″ N, 13° 41′ 16,5″ O)  |                    |       | MEI 071 |
| BW              | Fünfzehn Stieleichen vor der Waldschänke bei Moritzburg             | Moritzburg (51° 9′ 58,5″ N, 13° 42′ 6,4″ O)   |                    |       | MEI 072 |
| Fotos hochladen | Stieleiche am Fasanenschlösschen bei Moritzburg                     | Moritzburg (51° 10′ 7,5″ N, 13° 42′ 25″ O)    |                    |       | MEI 073 |
| BW              | Stieleiche im Garten an der Fasanerie bei Moritzburg                | Moritzburg (51° 10′ 11,1″ N, 13° 42′ 25,9″ O) |                    |       | MEI 074 |
| BW              | Sommerlinde nordwestlich der Fasanerie bei Moritzburg               | Moritzburg (51° 10′ 10,9″ N, 13° 42′ 22,8″ O) |                    |       | MEI 075 |
| BW              | Kiefer im alten Tiergarten bei Moritzburg                           | Moritzburg (51° 10′ 26,1″ N, 13° 41′ 25″ O)   |                    |       | MEI 077 |
| BW              | Rotbuche im alten Tiergarten bei Moritzburg                         | Moritzburg (51° 10′ 19″ N, 13° 41′ 14,1″ O)   |                    |       | MEI 078 |
| BW              | Weymouthskiefern- und Lärchenbestand am Hellhaus bei Moritzburg     | Moritzburg (51° 10′ 30″ N, 13° 41′ 7,1″ O)    |                    |       | MEI 079 |
| BW              | Zwei Stieleichen am Schlossausgang bei Moritzburg                   | Moritzburg (51° 10′ 18,6″ N, 13° 40′ 46,7″ O) |                    |       | MEI 080 |
| BW              | Drei Stieleichen vor dem Mittelteichbad bei Moritzburg              | Moritzburg (51° 10′ 30,2″ N, 13° 40′ 37,5″ O) |                    |       | MEI 081 |
| BW              | Stieleiche südlich des Mittelteichbades bei Moritzburg              | Moritzburg (51° 10′ 17″ N, 13° 40′ 39,9″ O)   |                    |       | MEI 082 |
| BW              | Rotbuche am Oberen Altenteich nordöstlich Auer                      | Auer (51° 10′ 34″ N, 13° 38′ 50,5″ O)         |                    |       | MEI 083 |
| BW              | Kiefer südlich des Sophienteiches bei Moritzburg                    | Moritzburg (51° 10′ 20,3″ N, 13° 39′ 51,7″ O) |                    |       | MEI 085 |
| BW              | Zwei Stieleichen am Damm des Steingrundteiches bei Moritzburg       | Moritzburg (51° 8′ 52″ N, 13° 42′ 27″ O)      |                    |       | MEI 086 |
| BW              | Rotbuche westlich des Dammes am Steingrundteich bei Moritzburg      | Moritzburg (51° 8′ 51,3″ N, 13° 42′ 24″ O)    |                    |       | MEI 087 |
| BW              | Rotbuche zwischen Steingrundteich und Georgenteich bei Moritzburg   | Moritzburg (51° 8′ 48″ N, 13° 42′ 14,9″ O)    |                    |       | MEI 088 |
| BW              | Kiefer am Südufer des Steingrundteiches bei Moritzburg              | Moritzburg (51° 8′ 46″ N, 13° 42′ 33,1″ O)    |                    |       | MEI 089 |
| BW              | Kiefer am Georgenteichdamm bei Moritzburg                           | Moritzburg (51° 8′ 43,1″ N, 13° 42′ 16,7″ O)  |                    |       | MEI 090 |
| BW              | Stieleiche auf dem Dorfanger in Reichenberg                         | Reichenberg (51° 7′ 34,8″ N, 13° 40′ 46,2″ O) |                    |       | MEI 090 |
| BW              | Nasswiese am Dippelsdorfer Teich                                    | Dippelsdorf (51° 8′ 23,2″ N, 13° 40′ 10,5″ O) | ca. 0,64 ha Fläche |       | MEI 041 |
| BW              | Moor am Georgenteich Moritzburg                                     | Moritzburg (51° 8′ 28,9″ N, 13° 42′ 20,1″ O)  | ca. 2,12 ha Fläche |       | MEI 055 |
| BW              | Feuchtwald am Georgenteich Moritzburg                               | Moritzburg (51° 8′ 37,4″ N, 13° 41′ 50,4″ O)  | ca. 3,74 ha Fläche |       | MEI 056 |